# Maria Teresa Cayetana de Silva

Stemma Alvarez de Toledo.

Maria Teresa Cayetana de Silva Álvarez de Toledo, XIII duchessa d'Alba (per esteso in spagnolo: María del Pilar Teresa Cayetana de Silva Álvarez de Toledo y Silva, XIII duquesa de Alba de Tormes) (Madrid, 10 giugno 1762 – Madrid, 23 luglio 1802), è stata una nobildonna spagnola.

## Biografia

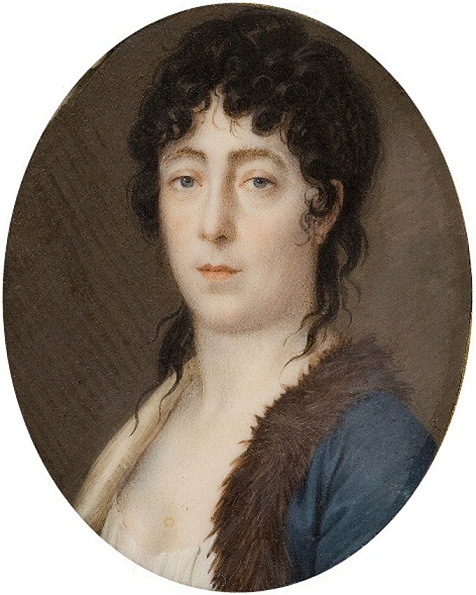
María Teresa Cayetana de Silva, c. 1805

María Teresa, come veniva chiamata nel suo ambiente familiare, era la figlia di Francisco de Paula de Silva y Álvarez de Toledo e della di lui consorte Mariana de Silva-Bazán y Sarmiento, fu la 13ª duchessa d'Alba; sposò nel 1775 José María Álvarez de Toledo, undicesimo marchese di Villafranca e duca di Bivona. Lei e la sua famiglia vissero tra le loro due proprietà maggiori in Madrid, il Palazzo della Moncloa e il Palazzo di Buenavista, vicino alla fontana di Cibele. La duchessa di Alba era solita anche alternare queste residenze con una terza, il Palazzo dei duchi d'Alba, a Piedrahíta, ove lei e il marito ricevevano personalità politiche, della cultura e della scienza, tra i quali l'uomo politico Gaspar Melchor de Jovellanos e il pittore spagnolo Francisco Goya.
Divenne famosa per la sua presunta relazione con quest'ultimo, conosciuto probabilmente a corte intorno al 1790, e per la sua eccentrica personalità, che ne fece una delle donne più chiacchierate e in vista del suo tempo.
La donna fu immortalata da Goya in alcuni celebri ritratti e nei disegni dell'Album di Sanlúcar. È invece probabilmente falso che ella fosse la modella della Maja desnuda e della Maja vestida, che probabilmente fu una certa Pepa Tudó, amante del committente Godoy.
Tante sono le leggende che si raccontano sul suo conto: dall'attrazione per i toreri agli esagerati capricci, dalla tenerezza verso bambini e animali alla temerarietà dei travestimenti notturni per scandalizzare il "bel mondo". Il 9 giugno 1796, a Siviglia morì il marito: la vedova, che si trovava a Madrid, partì per Siviglia e trascorse poi i mesi estivi a Sanlúcar, sulle coste andaluse, forse in compagnia del pittore.
Morì nel 1802 all'età di quarant'anni, forse di tubercolosi, o forse, come dissero le malelingue, fatta assassinare da Godoy per conto della regina. La sua favolosa collezione d'arte (che comprendeva quadri come la Venere allo specchio di Velázquez e L'educazione di Cupido di Correggio) passarono nelle mani di Godoy e, alla caduta in disgrazia di costui, al re di Spagna.
Non lasciò figli naturali, ma una figlia adottiva, Maria de la Luz. Alla sua morte il titolo si trasmise ad un parente, Carlos Miguel Fitz-James Stuart (1794-1835), che divenne quindi il XIV duca de Alba.

## Al cinema
- La maja desnuda, film del 1958 diretto da Henry Koster; il suo personaggio fu interpretato dall'attrice Ava Gardner;
- Volavérunt, film del 1999, diretto da Bigas Luna; il suo personaggio fu interpretato dall'attrice Aitana Sánchez-Gijón.

## Ritratti della duchessa (Francisco Goya)

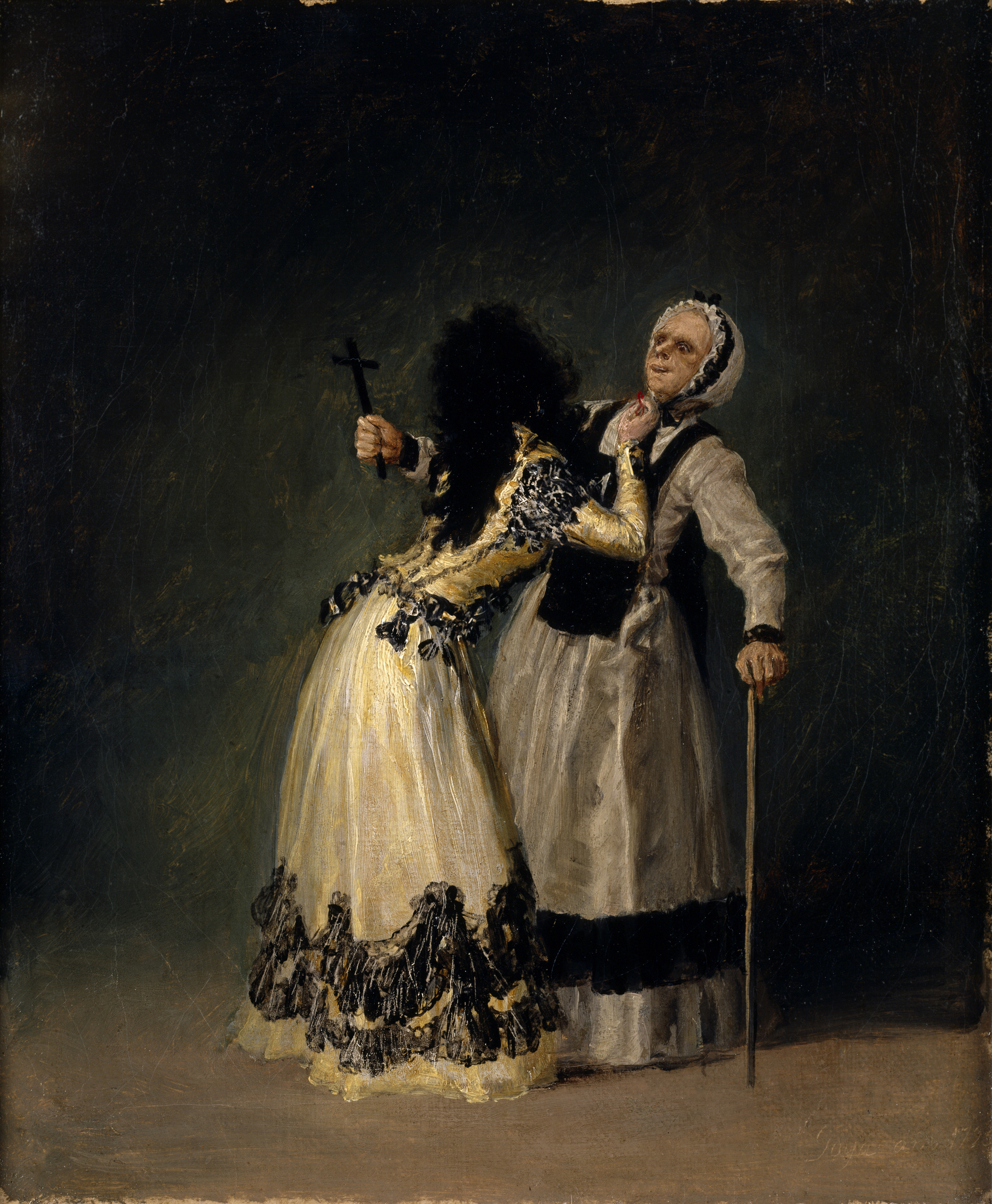
La Duchessa e la Beata (1795)
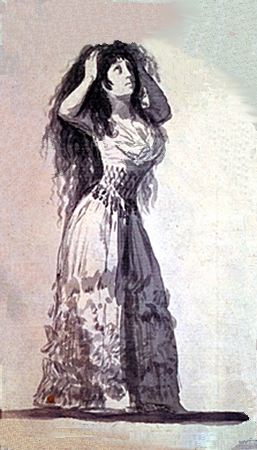
La duchessa si sistema i capelli